# Miklós Maros
Miklós Maros (Pécs, 14 november 1943) is een Hongaars-Zweeds componist en muziekpedagoog. Hij is een zoon van het muzikantenechtpaar Rudolf Maros (componist) en Klára Molnár (violiste). 

## Levensloop
Maros studeerde aan het Béla Bartók Muziek-Conservatorium in Boedapest bij Rezsö Sugár. Van 1963 tot 1967 studeerde hij compositie aan de Ferenc Liszt-Akademie voor muziek in Boedapest bij Ferenc Szabó. In 1967 vertrok hij naar Stockholm (Zweden), waar hij tot 1972 bij Ingvar Lidholm en György Ligeti aan de Kungliga Musikhögskolan in Stockholm studeerde. 
Vanaf 1971 werkte hij tot 1978 aan het studio voor elektronische muziek (Electronic Music Studio) in Stockholm (EMS). Tegelijkertijd werkte hij als docent voor muziek aan muziekscholen later ook docent voor elektronische muziek aan de Kungliga Musikhögskolan (1976-1980). Met een studiebeurs van de Deutscher Akademischer Austausch-Dienst (DAAD) (Duitse Academische uitwisselingsdienst) werkte hij in 1980 en 1981 in Berlijn. Samen met zijn echtgenote, de zangeres Ilona Maros, richtte hij in 1972 het Maros Ensemble op, dat zich op de uitvoering van hedendaagse muziek concentreerde. 
Als componist schreef hij werken voor verschillende genres (voor orkest, harmonieorkest, muziektheater en kamermuziek). Van 1975 tot 1980 was hij bestuurslid van de Zweedse federatie van componisten en van 1981 tot 1991 was hij voorzitter van deze institutie. In 1990 werd hij onderscheiden met een prijs voor zijn levenswerk door de Zweedse regering. In 1998 werd hij opgenomen in de Koninklijke Zweedse Academie voor muziek.

## Composities

### Werken voor orkest

#### Symfonieën
- 1974 Symfonie nr. 1, voor orkest
  1. Andante
  2. Marcia funebre
  3. Scherzando
  4. Allegro molto
- 1979 Symfonie nr. 2 - zie: werken voor harmonieorkest
- 1986 Sinfonia concertante - Symfonie nr. 3, voor dwarsfluit, viool, cello, contrabas soli en strijkorkest
- 1998 Symfonie nr. 4

#### Concerten voor instrumenten en orkest
- 1969 Coalottino, voor baritonsaxofoon solo, 2 piano's/of hammondorgel, klavecimbel, 2 violen, altviool, 2 celli en elektronica
- 1978 Concert, voor klavecimbel en kamerorkest
- 1980 Concert, voor blaaskwintet en orkest
- 1981 Coalottino II, voor basklarinet solo en strijkorkest
- 1982 Konzertsatz, voor accordeon en strijkorkest
- 1983 Concert, voor trombone en orkest
- 1988 Concerto grosso, voor saxofoonkwartet en orkest
- 1989 Concert, voor klarinet en orkest
- 1990 Concert, voor altsaxofoon en orkest
- 1993 Vice-Concertino, voor klavecimbel, viool en strijkorkest
- 2004 Concert nr. 2, voor altsaxofoon en strijkorkest
- 2009 Concert, voor piano en strijkorkest
- 2010 Windings, voor saxofoonkwartet en orgel
- 2011 Concert, voor dwarsfluit en strijkorkest
- 2012 Concertino mantice, voor accordeon en strijkorkest

#### Andere werken voor orkest
- 1969-1970 Denique, voor sopraan en orkest
- 1972 Confluentia, voor strijkorkest
- 1980 Circulation, voor 10 strijkers (5 violen, 2 altviolen, 2 celli en contrabas)
- 1982-1983 Fantasie, voor orkest
- 1983 Speglingar, voor kamerorkest
- 1985 Sinfonietta, voor orkest
- 1992 Konzertmusik, voor dwarsfluit, viool, altviool en kamerensemble
- 1999 Intermezzo, voor orkest
- 1999 Lineamenti, voor strijkorkest
- 1999 Miranda-musik, voor school-/jeugdorkest
- 2000 Triad games, voor orkest

### Werken voor harmonieorkest
- 1971 Concertino, voor contrabas (of tuba) en harmonieorkest
- 1971 Mutazioni
- 1976 Proportio
- 1979 Symfonie nr. 2, voor harmonieorkest
- 1986 Introduzione e Marcia
- 1994 Aurora, voor twee blaaskwintetten en harmonieorkest
- 2006 Windings, voor saxofoonkwartet en harmonieorkest

### Muziektheater

#### Opera's
| Voltooid in | titel                                              | aktes       | première                                             | libretto                                |
| ----------- | -------------------------------------------------- | ----------- | ---------------------------------------------------- | --------------------------------------- |
| 1971        | Jag önskar jag vore                                |             |                                                      |                                         |
| 1981        | Amos (kerkopera)                                   |             | 15 december 1981, Hägerstens kyrka                   | Bengt V. Wall                           |
| 1982        | Stora grusharpan (De grote Grindharp) (Radioopera) |             | 17 september 1983, Sveriges riksradio                | August Strindberg                       |
| 2002        | Kastrater                                          | 3 bedrijven | 30 juni 2004, Stockholm, Drottningholms slottsteater | Lasse Zilliacus                         |
| 2007        | Pälsen                                             | 1 akte      | 1 december 2007, Stockholm, Teater Replica           | Lasse Zilliacus, naar Hjalmar Söderberg |

#### Toneelmuziek
- 1986 Att i denna natt... - legend- en mysteriespel op een tekst van Bengt V. Wall

### Vocale muziek

#### Werken voor koor
- 1968-1969 Turba, voor gemengd koor
- 1972 Abrand, voor vrouwenkoor
- 1972 Trio religioso, voor gemengd koor - tekst: Bo Setterlind
- 1973 Laus Pannoniae, voor gemengd koor met sopraan solo, blokfluit, hobo, harp, klavecimbel en orgel - tekst: Janus Pannonius
- 1973 Oratio, voor mannenkoor en bandrecorder
  1. Salutatio matris Domini - tekst: Caelius Sedulius
  2. Sequentia de virgine - anonieme Hongaarse dichter
  3. Hymnus ad nocturnum - anonieme Munnik
- 1975 Du sökte en blomma, voor mannenkoor - tekst: Edith Södergran
- 1978-1983 Orfeus, voor gemengd koor
- 1983 Psalm 139, voor gemengd koor, orgel en koperensemble
- 1989 Triptychon, voor vrouwenkoor met sopraan solo, klarinet, viool en orgel
- 1995 Confessio, voor gemengd koor

#### Liederen
- 1967 Húnyt szemmel : harom dal, voor zangstem en piano - tekst: Mihály Babits
- 1970 Anenaika, voor sopraan, klarinet, trombone, viool, altviool, cello, contrabas en bandrecorder
- 1971 Descort, voor sopraan, dwarsfluit en contrabas
- 1971 Diversion, voor sopraan, alt, altfluit, gitaar, altviool en 3 slagwerkers
- 1971 Jelbeszed (Teckenspråk), voor sopraan en piano - tekst: Geza Thinsz
- 1973 3 japanska vårsånger, voor alt en piano - tekst: Per Erik Wahlund
- 1973 Lunovis, voor sopraan, fagot, harp, klavecimbel en viool - tekst: Christian Morgenstern
- 1974 Fabula, voor alt, vibrafoon, melodica, 2 piano's en cello - tekst: Sandor Weöres, Bo Setterlind
- 1975 Elementen, voor spreker, sopraan, driestemmig vrouwenkoor en orkest - tekst: Lennart Hellsing
- 1976 An arty-and-crafty lilt, voor alt, altviool (of cello) en piano - tekst: Yngve Fredelius
- 1976 Passacaglia, voor sopraan en orgel - tekst: Edith Södergran
- 1978 Psalm 98, voor sopraan, dwarsfluit, klarinet, fagot, viool, altviool, cello en slagwerk
- 1978 Din stämma, voor tenor, gitaar en mannenkwartet - tekst: Carl Snoilsky
- 1979 4 sånger ur Gitanjali, voor sopraan, dwarsfluit, klarinet, harmonium en slagwerk - tekst: Rabindranath Tagore
- 1983 Infinitiv, voor sopraan en klavecimbel - tekst: János Pilinszky, Gabor Harrer
- 1983/1991 Infinitiv II, voor sopraan, harp en klavecimbel tekst: Janos Pilinszky
- 1984 Drehlieder, voor tenor, blokfluit, luit, cello en klavecimbel - tekst: Christian Morgenstern
- 1992 Sub luna, voor sopraan en klarinet - tekst: Erik Axel Karlfeldt
- 1993 Chant funèbre, voor mezzosopraan en orgel
- 1997 Ordalek : av den uppsvenska tankebyggaren på Fagervik-Skamsund, voor zangstem en piano - tekst: August Strindberg
- 1998 Elisabethanische Lieder, voor mezzosopraan en piano - tekst: keizerin Elisabeth in Beieren (1837-1898)
  1. Der grosse Wunsch
  2. Widmung
  3. Novemberphantasie
- 2000 Ave maris stella, voor mezzosopraan en orgel
- 2000 Hemlängtan, voor alt en piano - tekst: Pär Lagerkvist
- 2002 Spring, voor sopraan en gitaar - tekst: William Blake
- 2003 Drei Galgenlieder, voor sopraan, 2 gitaren en altgitaar - tekst: Christian Morgenstern
- 2003 Roses, voor sopraan, hobo en gitaar - tekst: William Blake
- 2004 Hymnus : Nicetae a remesiana : hymnus sive praefatio mystica, voor sopraan solo
- 2004 To one in paradise, voor alt en cimbalom - tekst: Edgar Allan Poe
- 2005 Treklang, voor sopraan, dwarsfluit, viool en piano - tekst: Oscar II van Zweden
- 2007 Gruselett, vier liederen voor zangstem en cello - tekst: Christian Morgenstern
  1. Der Ästhet
  2. Gruselett
  3. Geburtsakt der Philosophie
  4. Der Trichter

### Kamermuziek
- 1961-1962 Quintetto per fiati (Blaaskwintet) nr. 1
- 1977 Strijkkwartet nr. 1
- 1980 Blaaskwintet nr. 2
- 1984 Saxofoonkwartet
- 1994 Saxazione, voor 18 saxofoons
- 1997 Musica da caccia, voor vier tárogató
- 2009 Strijkkwartet nr. 2
- 2010 Strijkkwartet nr. 3

### Werken voor orgel
- 1967 Kleinigkeit
- 1972 Ghiribizzo
- 1981 Praefatio
- 1985 Quincunx
- 1991 Pentastrutturi
- 1993 Complementation, voor twee orgels
- 2006 Fliessende Formen

### Werken voor piano
- 1971 HCAB-BACH
- 1984 Variazioni
- 1987 Kilskrift
- 2002 Sonate
- 2008 Rush

### Werken voor klavecimbel
- 1980 Bogen
- 1988 Inventionen
- 2003 Cricket music, voor klavecimbel vierhandig (of twee klavecimbels)